# Gansu
Gansu (uitspraakⓘ) is een provincie van de Volksrepubliek China in het noordwesten van het land. Gansu ligt tussen Qinghai, Binnen-Mongolië en de Huangtu Plateaus en grenst aan Mongolië in het noorden. De Gele Rivier loopt door het zuidelijk deel van de provincie. De bevolking bedraagt ongeveer 25 miljoen (1997) en er woont een grote minderheid van Hui Chinezen. De hoofdstad van Gansu is Lanzhou in het zuidwesten van de provincie. Een andere belangrijke stad is de stadsprefectuur Baiyin.

## Geschiedenis
De provincie Gansu bestaat pas sinds de Song-dynastie, toen deze werd gevormd uit twee prefecturen uit de Sui en Tang-dynastieën. Gan (in het gebied rond Zhangyi) en Su (bij Jiuquan). Door de ligging aan de zijderoute was Gansu een provincie van een groot economisch belang, en daarnaast was het ook de plek voor culturele verspreiding. Het westelijke eindpunt van de Chinese Muur ligt in de provincie bij Jiayuguan.
In de Qin-dynastie was het gebied rond Tianshui (天水) in het zuidoosten onderdeel van de basis van het latere Chinese keizerrijk.
De provincie werd in 2010 getroffen door grote overstromingen en aardverschuivingen, waarbij ruim 1500 mensen omkwamen en 140 miljoen inwoners moesten vluchten. Op 18 december 2023 vond er een aardbeving plaats met een kracht van 6,2 op de schaal van Richter, waarbij minstens 31 mensen omkwamen en bijna 90.000 mensen dakloos werden. Het epicentrum lag in Jishishan County, op zo'n 100 kilometer van de provinciehoofdstad Lanzhou.

## Geografie

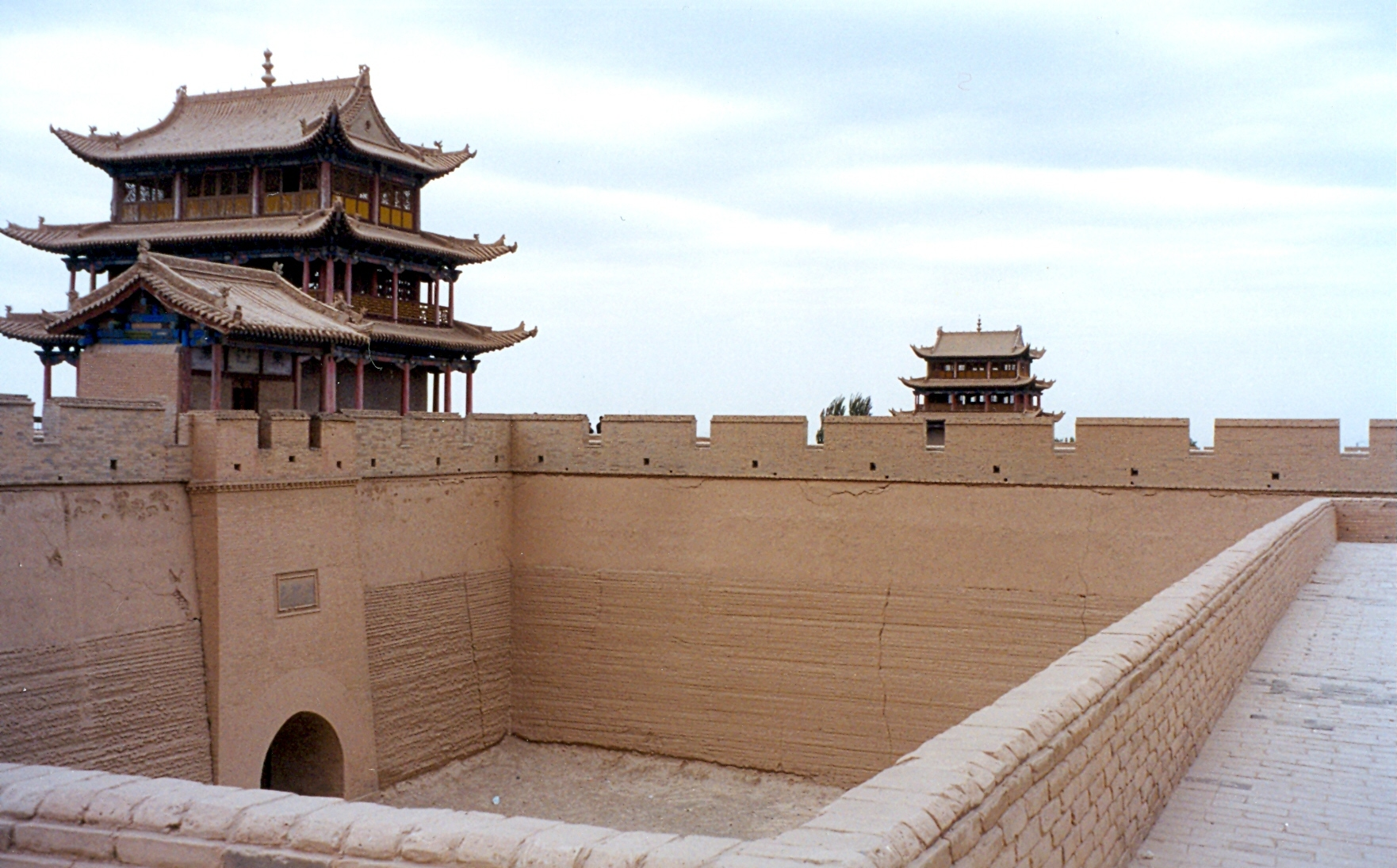
Jiayuguan fort.

De provincie Gansu beslaat een gebied van 454.000 km², en het grootste deel van het land ligt op meer dan 1000 meter boven zeeniveau. Het ligt tussen het Tibetaans Hoogland, Binnen-Mongolië en het Lössplateau. In het uiterste noordwesten grenst het aan Mongolië. De Gele Rivier (Huang He) stroomt door het zuidelijke deel van de provincie. Het geografische centrum van China ligt in de provincie, aangegeven met een monument op de coördinaten 35.33°N en 103.23°O. De provincie grenst aan zes andere provincies: Shaanxi, Ningxia, Binnen-Mongolië, Xinjiang, Qinghai en Sichuan.
Het grootste deel van het water in de Gele Rivier komt ook uit de provincie en stroomt ook dwars door Lanzhou, de provinciehoofdstad. Het landschap in Gansu is zeer bergachtig in het zuiden en vlak in het noorden. De bergen in het zuiden van de provincie maken deel uit van het gebergte Qilian Shan. Het hoogste punt in de provincie ligt op 5.547 meter en is de top van de Qilian Shan (Qilianberg).

## Bestuurlijke indeling
Gansu bestaat uit twaalf stadsprefecturen en twee autonome prefecturen:
| Kaart                | Nr.                | Naam           | Hanzi                   | Hanyu Pinyin |
| -------------------- | ------------------ | -------------- | ----------------------- | ------------ |
|                      |                    |                |                         |              |
| Stadsprefecturen     |                    |                |                         |              |
| 1                    | Jiuquan            | 酒泉市         | Jiǔquán Shì             |              |
| 2                    | Jiayuguan          | 嘉峪关市       | Jiāyùguān Shì           |              |
| 3                    | Zhangye            | 张掖市         | Zhāngyè Shì             |              |
| 4                    | Jinchang           | 金昌市         | Jiǔquán Shì             |              |
| 5                    | Wuwei              | 武威市         | Wǔwēi Shì               |              |
| 6                    | Baiyin             | 白银市         | Báiyín Shì              |              |
| 7                    | Lanzhou            | 兰州市         | Lánzhōu Shì             |              |
| 10                   | Dingxi             | 定西市         | Dìngxī Shì              |              |
| 11                   | Longnan            | 陇南市         | Lǒngnán Shì             |              |
| 12                   | Tianshui           | 天水市         | Tiānshuǐ Shì            |              |
| 13                   | Pingliang          | 平凉市         | Píngliàng Shì           |              |
| 14                   | Qingyang           | 庆阳市         | Qìngyáng Shì            |              |
| Autonome prefecturen |                    |                |                         |              |
| 8                    | Linxia (Hui)       | 临夏回族自治州 | Línxià Huízú Zìzhìzhōu  |              |
| 9                    | Gannan (Tibetaans) | 甘南藏族自治州 | Gānnán Zāngzú Zìzhìzhōu |              |

## Demografie

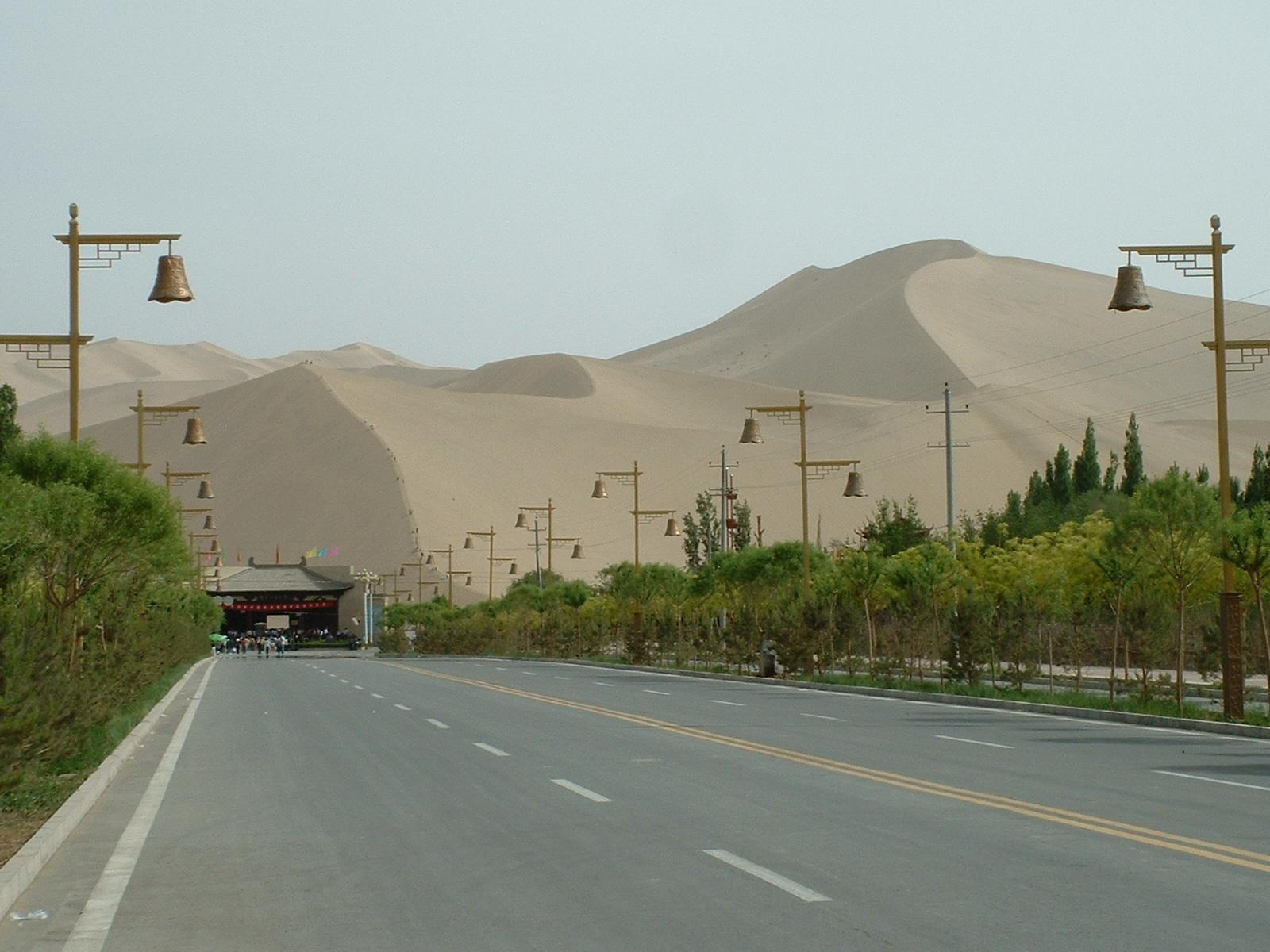
Zandduinen net buiten Dunhuang.

Gansu was oorspronkelijk de meest westelijke Chinese provincie van China. Door de ligging aan de grenzen van het rijk woonden er ook veel andere volkeren en minderheden. Dit is terug te zien in de autonome prefectuuren die nu in de provincie liggen. In het uiterste zuidwesten ligt de Autonome Tibetaanse Prefectuur Gannan en ten noorden daarvan is de Autonome Hui Prefectuur Linxia. Na de Han met 91% vormen de Hui (5%), Tibetanen (2%) en Dongxiang (2%) de grootste bevolkingsgroepen. Ook wonen er de Salar, een gemengd Turks-Mongools volk dat een Ogoezische taal spreekt, die veel nauwer verwant is met het Turks uit Turkije dan de taal van de Oeigoeren, die binnen China westelijker zijn gelokaliseerd.

## Nederlandse bisschop van Gansu en Zuidwest-Mongolië
- Ferdinand Hamer (1878-1900), vermoord in Bokseroorlog

## Steden in provincie Gansu
- Baiyin
- Dunhuang
- Jiayuguan
- Jinchang
- Lanzhou (hoofdstad)
- Wuwei